# أندريا أبلاسر
أندريا أبلاسر (بالألمانية: Andrea Ablasser) هي عالمة مناعة ألمانية وُلدت في عام 1983 وعملت في المعهد الفدرالي التقني في لوزان، وتقوم بالتركيز في أبحاثها علي كيف يفرق الجهاز المناعي الفطري بين الخلايا المصابة بالفيروس والخلايا السليمة ومسببات الأمراض.

## حياتها وتعليمها
ولدت أندريا في عام 1983 لأب فيزيائي وأم رياضياتية، ولدت في باد فرديريش شال وانتقلت في عمر الثالثة إلى بوشلو حيث كان والدها رئيسًا للقسم الفيزيائي في مستشفي بوشلو، وذهبت إلى مدرسة جيمناسيوم في مدينة تورخيم، وأُلهمت بوالدها وأصبحت شغوفًة به ولذلك قامت بدراسة الطب في جامعة لودفيغ ماكسيميليان في ميونخ
وقامت بإتمام دراستها في جامعة ماساتشوستس وأدت جزءًا من تدريبها العملي في مدرسة طب هارفارد، وعندما انتهت من دراسة الطب في عام 2008، كان ترتيبها من أول عشرة طلاب علي دفعتها آنذاك في ألمانيا.
وبالرغم من رغبتها في دراسة علم الأورام إلا أنها اتجهت لدراسة علم المناعة بديلًا وحازت علي شهادة الدكتوراة في عام 2010.

## الحياة المهنية
بعدما أتمت أندريا أبلاسر شهادة الدكتوراة الخاصة بها، اتبعت خط سير مشرفها آنذاك في جامعة بون الألمانية وعملت في العيادة الكيميائية والصيدلية كقائدة لفريق من الباحثين، وكان بحثها يركز علي مستشعرات الدي أن ايه التي تسمح بالنظام المناعي الفطري باستشعار والتفريق بين الخلايا المصابة والسليمة، واكتشفت جزيئ ثاني والذي يُحفز مستشعر معين في الدي ان ايه والذي يحذر عندما تهاجم الخلايا من قبل مسببات الأمراض، وفي عام 2013 تم تكريمها من قبل مركز هيلمولتز بجائزة يورجن فيلاند لبحثها في العدوي وكيفية اكتشاف مسببات الأمراض من قبل الجهاز المناعي، وتعريفها وتحديدها لبعض المستشعرات الخاصة التي تحفز الدي اني ايه عند هجوم مسببات الأمراض علي الخلايا  وفي عام 2014 فازت بجائزة باول ايرليك للبحاثون الجدد والمؤسسة الألمانية للبحث الطبي
وتم تعيين أندريا أبلاسر كمساعدة بروفيسور في المعهد الفيدرالي التقني في لويزيان في الجامعة العالمية للصحة في 2014.